# 30289 Richardcarlson
30289 Richardcarlson este o planetă minoră (asteroid), cu un diametru de 1,787 km, din centura de asteroizi. A fost descoperită pe 26 aprilie 2000 la Stația Anderson Mesa de Lowell Observatory Near-Earth-Object Search. 
Obiectul prezintă o orbită caracterizată de o semiaxă mare de 2,3207216 UAi, o excentricitate de 0,08, o înclinație de 5,15063 ° în raport cu ecliptica.